# Chigozie Obioma
Chigozie Obioma   (Akure, 1986) és un escriptor nigerià. És professor ajudant de literatura i escriptura creativa a la Universitat de Nebraska–Lincoln. Una ressenya de The New York Times l'ha definit com "l'hereu de Chinua Achebe."

## Biografia
De descendència igbo, Obioma néixer a Akure, al sud-oest de Nigèria, en el si d'una família de dotze fills: set germans i quatre germanes, on es va criar parlant ioruba, igbo i anglès. En la seva infància, va ser fascinat pels mites grecs i els clàssics britànics, incloent Shakespeare, John Milton i John Bunyan. Entre els escriptors africans, va desenvolupar una forta afinitat amb obres com The Trials of Brother Jero de Wole Soyinka; An African Night's Entertainment de Cyprian Ekwensi; The African Child de Camara Laye; i Ògbójú Ọdẹ nínú Igbó Irúnmalẹ̀ de Daniel O. Fagunwa, que va llegir en la seva versió original ioruba. Obioma cita com a seves influències rellevants The Palm-wine Drinkard d'Amos Tutuola, pel seu alè d'imaginació; Tess of the D'Ubervilles de Thomas Hardy, per la seva gràcia i cor perdurables; The God of Small Things d'Arundhati Roy i Lolita de Vladímir Nabókov, totes dues obres pel seu poder de la seva prosa; i Arrow of God de Chinua Achebe, per la seva fermesa per la cultura i filosofia igbo.

### Els pescadors
El 2009, mentre vivia a Xipre per completar el seu grau a la Universitat Internacional de Xipre, Obioma va començar a escriure The Fishermen, traduïda al català el 2016 com a Els pescadors (Quaderns Crema). La idea per a la novel·la va sorgir quan es va veure reflectit en l'alegria del seu pare en el creixent vincle entre els seus dos germans grans, que durant la seva infantesa havien mantingut una forta rivalitat que de vegades havia culminat en baralles a cops de puny. Quan Obioma va començar a reflexionar sobre el pitjor que podria haver passat en aquell moment, li va venir al cap la imatge de la família Agwu. Després va crear Abulu com a facilitador del conflicte entre els germans. En una nota temàtica més àmplia, Obioma amb la novel·la volia comentar la situació sociopolítica de Nigèria: on el boig profetitzat és britànic i els destinataris de la visió, el poble de Nigèria (tres tribus principals cohabiten per formar una nació).
Obioma va acabar la novel·la durant una residència a OMI Ledig House el 2012, i va completar un Master of Fine Arts en escriptura creativa a la Universitat de Michigan, on va obtenir els premis Hopwood de ficció (2013) i de poesia (2014).
La seva primera novel·la, Els pescadors, va ser nominada al Premi Man Booker 2015. Va guanyar l'edició inaugural del Premi FT/OppenheimerFunds Emerging i va ser seleccionat pel Premi Center for Fiction First Novel i pel Premi Edinburgh Festival First Book. Els pescadors va ser seleccionada pels editors de New York Times Sunday Book Review, va ser considerada com un dels cinc millors debuts de la primavera de 2014 segons l'American Library Association, el llibre de la setmana per Publishers Weekly, i una de les deu novel·les de Kirkus Reviews.
Obioma afirma que, a més de ser un homenatge als seus germans, la novel·la té com a objectiu "construir un retrat de Nigèria en un moment molt influent de la seva història (les eleccions presidencials anul·lades de 1993), i en fer-ho desconstruir i il·luminar els buits ideològics que encara impedeixen el progrés de la nació avui dia." Obioma està treballant en la seva segona novel·la titulada The Falconer.

### Altres publicacions
La versió curta d'Els pescadors i un poema, "The Road to the Country", van aparèixer a Virginia Quarterly Review. El seu conte "The Great Convert" es va publicar a la revista de Transition. Un assaig, "The Audacity of Prose", va aparèixer a The Millions.